# NGC 5513
NGC 5513 (другие обозначения — UGC 9099, MCG 4-34-5, ZWG 133.11, PGC 50776) — линзообразная галактика (S0) в созвездии Волопас.
Этот объект входит в число перечисленных в оригинальной редакции «Нового общего каталога».